# Михайло Безега
Михайло Безега (20 жовтня 1917 Келечин, Австро-Угорщина, комітат Мараморош — 23 січня 1994) — чеський лісовий робітник і десантник.
Михайло Безега народився 1917 року в Келечині, комітат Мараморош, працював чорноробом у лісі та виїхав до Радянського Союзу після угорської окупації Підкарпаття. Був інтернований, працював чорноробом у Сяноку та дорожнім робітником на Уралі. У 1943 році він вступив до чехословацької армії в Бузулуку і почав навчання десантників. Було створено десантну бригаду, де діяли переважно словацькі солдати, які втекли зі словацької дивізії. У березні 1944 року Михайло Безега закінчив парашутний курс і вступив до парашутної бригади в Хмельницькому. Після початку Східно-Карпатської операції він став командиром конвою і разом з іншими вояками возив повстанцям у гори та на аеропорт Сляч продовольство та амуніцію. Воював також на Дукельському перевалі, де був поранений. Одужавши від поранення, до парашутно-десантної бригади не повернувся, пішов у штабну роту.
Після закінчення Другої світової війни поїхав до Чичова у Тршебичу, працював робітником у лісі та лісничим. Обидва його брати загинули під час другої світової війни.
Він отримав Чехословацький бойовий хрест 1939 року, пам'ятні медалі за перемогу над Німеччиною, пам'ятну медаль Герцога, пам'ятну медаль Словацького національного повстання, а пізніше нагороду за відмінну роботу.